# Schreineria melanosoma
Schreineria melanosoma är en stekelart som först beskrevs av Rudow 1882.  Schreineria melanosoma ingår i släktet Schreineria och familjen brokparasitsteklar. Inga underarter finns listade i Catalogue of Life.